# Parkrun

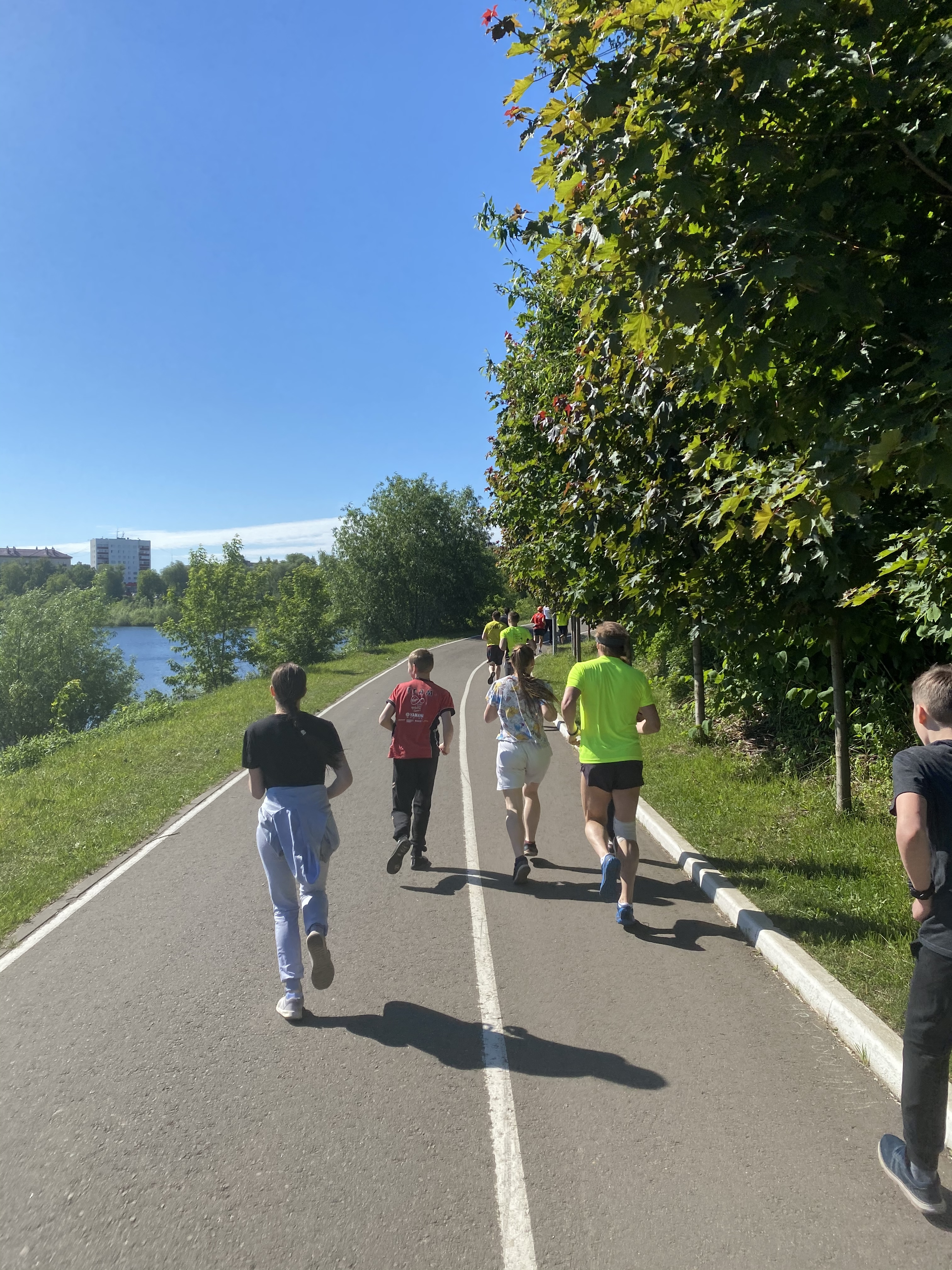
Parkrun

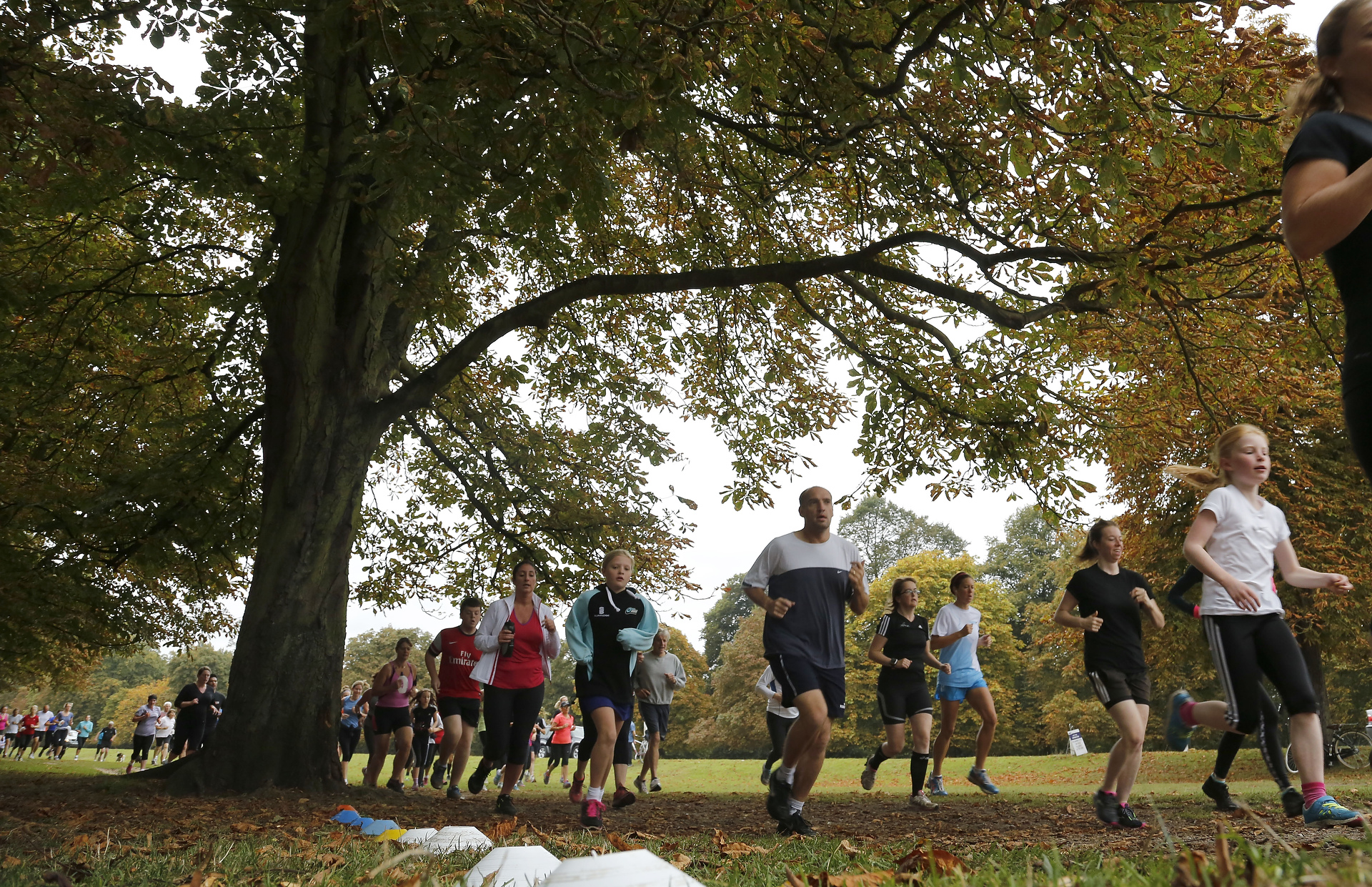
Bushy Park Londen

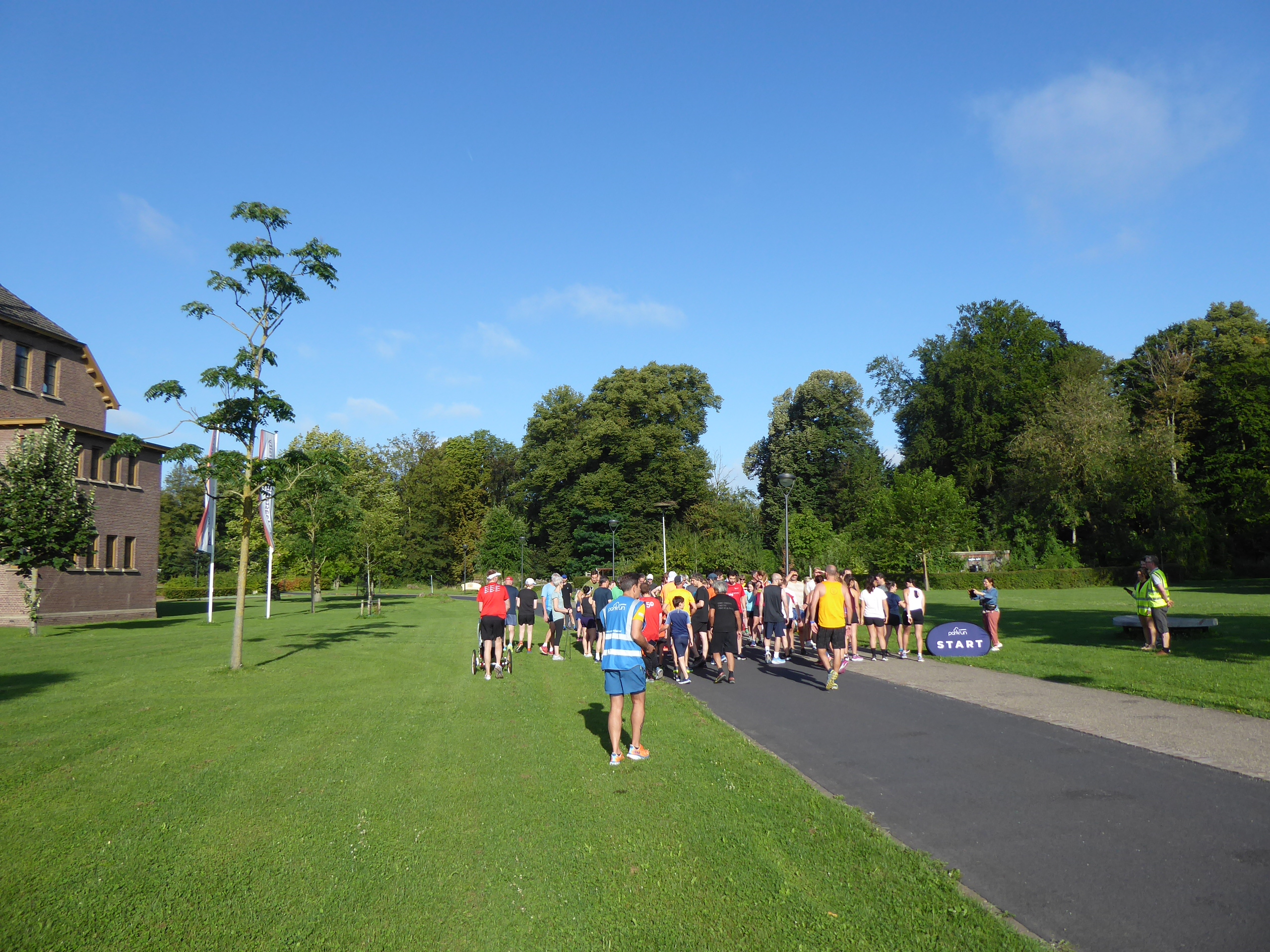
Tapijn parkrun, Maastricht

Parkrun is een wekelijkse vijfkilometerloop, die elke zaterdagochtend plaatsvindt op meer dan 2.000 locaties wereldwijd, veelal parken, met meer dan 180.000 deelnemers en ongeveer 26.000 vrijwilligers . In januari 2024 waren er 22 locaties in Nederland. Bij parkruns gaat het er om dat iedereen kan meedoen, hardlopend, joggend en/of wandelend, net zoals het park er ook voor iedereen is. Alle runs zijn gratis voor deelnemers. De deelnemers organiseren en begeleiden het evenement zelf op vrijwillige basis.

## Start van parkrun
De eerste run vond plaats op 2 oktober 2004 onder de naam Bushy Time Trial in het Londense Bushy Park. Er waren 13 deelnemers. Oprichter en ervaren hardloper Paul Sinton-Hewitt liep een hardloopblessure op en was net zijn baan kwijtgeraakt, maar wilde het contact met zijn hardloopmaatjes niet verliezen, dus organiseerde hij een getimede run gevolgd door een ontbijt. In de loop van de tijd groeide het aantal deelnemers en in januari 2007 startte de tweede locatie Wimbledon Common. In Denemarken wordt sinds 2009 parkruns gelopen, sinds 2011 in Australië, Polen en Zuid-Afrika. Momenteel worden er in 24 landen parkruns gelopen.
Op 31 augustus 2024 vond de 1000e editie van Bushy Parkrun plaats. Hoewel deze speciale parkrun niet aangekondigd werd kwamen er wereldwijd toch oplettende parkrunners naar Bushy Park om dit moment mee te maken. Bushy Parkrun werd volledig overlopen met 6204 deelnemers terwijl hun oude opkomstrecord op 2545 stond. Het duurde bijna drie dagen om de uitslagen te verwerken en dit evenement was goed voor een officieel Guinness World Record.

## Parkrun in Nederland
Parkrun startte in Nederland op 29 februari 2020 tegelijkertijd op 6 locaties. De eerste locaties waren Groningen (Stadspark), Nijmegen (Goffertpark), Eindhoven (Karpendonkse Plas), Maastricht (Tapijn), Utrecht (Máximapark) en Rotterdam (Kralingse Bos). Daar kwamen op 7 maart 2020 nog Leiden (Kagerzoom) en Amsterdam (Amsterdamse Bos) bij.
Door de coronapandemie kwam daar een abrupt einde aan. Vanaf 16 maart 2020 tot 26 juli 2021 waren dit soort activiteiten in Nederland niet toegestaan. Door de covid-19 crisis was er nog een tweede onderbreking van een maand (4 parkruns) tussen 18 december 2021 en 14 januari 2022. Ook internationaal had de covid-19 crisis een grote invloed, het aantal deelnemers ging met 15% omlaag.
Parkrun wordt mogelijk gemaakt door parkrun Global Ltd, een Britse non-profitorganisatie die wordt gefinancierd door sponsoring, donaties en de verkoop van merchandise.
Naast de genoemde locaties zijn er ook parkruns in Arnhem (Park Sonsbeek), Haarlem (Schoterbos), Delft (Delftse Hout), Den Haag (Zuiderpark), Reeuwijk (Reeuwijkse Hout), Almere (Koningin Beatrixpark), Breda (Waterakkers (Teteringen)), Sneek (De Potten (Offingawier)), Alkmaar (Oosterhout), Sittard (Stadspark), Leeuwarden (Groene Ster),  Den Bosch (Oosterplas), Alphen a/d Rijn (Zegerplas), Hoogeveen (Zuiderpark), Enschede (Van Heekpark),  Dordrecht (Wantijpark) en Zwolle (Park de Wezen landen).
| Parkrun               | Plaats              | Eerste editie     | Record mannen | Record vrouwen |
| --------------------- | ------------------- | ----------------- | ------------- | -------------- |
| Amsterdamse Bos       | Amsterdam           | 7 maart 2020      | 15:18         | 17:05          |
| Beatrixpark           | Almere              | 17 september 2022 | 15:00         | 20:46          |
| De Potten             | Sneek               | 15 april 2023     | 16:56         | 20:31          |
| Delftse Hout          | Delft               | 18 juni 2022      | 16:46         | 20:10          |
| Goffert               | Nijmegen            | 29 februari 2020  | 17:25         | 19:31          |
| Groene Ster           | Leeuwarden          | 9 september 2022  | 17:41         | 22:00          |
| Kagerzoom             | Leiden              | 7 maart 2020      | 15:24         | 17:47          |
| Karpendonkse Plas     | Eindhoven           | 29 februari 2020  | 16:32         | 18:50          |
| Kralingse Bos         | Rotterdam           | 29 februari 2020  | 15:29         | 17:13          |
| Máxima                | Utrecht             | 29 februari 2020  | 15:07         | 16:53          |
| Oosterhout            | Alkmaar             | 10 juni 2023      | 16:16         | 20:31          |
| Oosterplas            | Den Bosch           | 28 oktober 2023   | 17:09         | 18:43          |
| Reeuwijkse Hout       | Gouda               | 19 februari 2022  | 15:54         | 19:28          |
| Schoterbos            | Haarlem             | 28 augustus 2021  | 16:04         | 18:22          |
| Sonsbeek              | Arnhem              | 21 augustus 2021  | 15:59         | 19:30          |
| Stadspark             | Groningen           | 29 februari 2020  | 16:44         | 20:54          |
| Stadspark, Sittard    | Sittard             | 9 september 2023  | 16:58         | 20:39          |
| Tapijn                | Maastricht          | 29 februari 2020  | 16:33         | 19:36          |
| Van Heekpark          | Enschede            | 10 februari 2024  | 17:27         | 20:34          |
| Wantijpark            | Dordrecht           | 15 juni 2024      | 17:29         | 19:34          |
| Wezenlanden           | Zwolle              | 7 september 2024  | 18:24         | 22:24          |
| Waterakkers           | Breda               | 1 april 2023      | 15:52         | 19:55          |
| Zegerplas             | Alphen aan den Rijn | 6 januari 2024    | 16:38         | 19:55          |
| Zuiderpark            | Den Haag            | 4 september 2021  | 15:26         | 16:59          |
| Zuiderpark, Hoogeveen | Hoogeveen           | 13 januari 2024   | 17:13         | 21:28          |

Vanaf februari 2024 is Parkrun wereldwijd gestopt met het bijhouden van de parcoursrecords. Dit leidde tot commotie binnen de wereldwijde Parkrun gemeenschap. De uitslagen staan echter nog wel online, dus zijn de parcoursrecords in bovenstaande tabel op 30 juni 2024 geactualiseerd.

## Concept
Alle parkruns zijn 5 kilometer lopen waarbij de tijd opgenomen wordt. Deelname is gratis, de deelname en de community experience staan op de voorgrond. De organisatie is in handen van vrijwilligers die geworven worden uit de deelnemers op de locaties. Deelnemers van elke leeftijd, elk fitnessniveau, met honden of kinderwagens, in een rolstoel of onder begeleiding van kinderen worden toegelaten. De helpende rol van de "laatste begeleiding" zorgt ervoor dat niemand achterblijft. Samen ontbijten of samen iets drinken na de run is een optioneel onderdeel van de parkrun. Meestal gaat het om het bezoeken van een nabijgelegen café of andere plaats waar men iets kan drinken. Het aantal runs als loper of helper wordt bijgehouden in de statistieken en gepubliceerd. Bij het bereiken van een bepaald aantal runs kan ook een run shirt aangeschaft worden waarop het aantal runs vermeld staat. Het gaat om mijlpalen van 25, 50, 100, 250 en 500 runs (en van 10 runs voor jongeren onder de 18 jaar). 

## Internationaal aspect
Vanwege het wereldwijde aspect van de parkrun zijn er veel buitenlandse studenten, immigranten en expats onder de deelnemers. 
Er zijn een vrij groot aantal deelnemers die verschillende parkruns in eigen land, en parkruns in andere landen gelopen hebben. Het lopen van een andere parkrun dan de home parkrun wordt “parkrun toerisme” genoemd.

## Verwerking van de gegevens
Een bijzonderheid is een ingenieus systeem van tijdwaarneming en tijdtoewijzing: dit gebeurt via een smartphone-app. Terwijl de tijdwaarnemer de positie en de finishtijd noteert, ontvangen de deelnemers aan de finish een token met de gecodeerde positie. Deze wordt vervolgens afwisselend gescand door een helper samen met de persoonlijke barcode die verkregen is bij inschrijving voor parkrun, zodat de toewijzing van de deelnemers aan de behaalde streeftijd gegarandeerd is. De resultaten kunnen op deze manier per e-mail verzonden worden en zijn hierdoor kort na de run al gepubliceerd op de website. Naast de registratie van de tijden zijn er ook vele statistische gegevens gepubliceerd. Zoals het maximale aantal lopers per parkrun, met nieuwe records daarbij; het aantal parkruns die iemand gelopen heeft; het aantal parkruns op verschillende locaties die iemand gelopen heeft; het aantal eerste plaatsen van deelnemers; en het aantal deelnemers van atletiekclubs.